# Ветеран (Альберта)
Ветеран (англ. Veteran) — село в Канаді, у провінції Альберта, у складі спеціальної зони № 4.

## Населення
За даними перепису 2016 року, село нараховувало 207 осіб, показавши скорочення на 16,9%, порівняно з 2011-м роком. Середня густина населення становила 246,9 осіб/км².
З офіційних мов обидвома одночасно володіли 5 жителів, тільки англійською — 205. Усього 5 осіб вважали рідною мовою не одну з офіційних.
Працездатне населення становило 105 осіб (60% усього населення), рівень безробіття — 23,8% (30,8% серед чоловіків та 0% серед жінок). 71,4% осіб були найманими працівниками, а 23,8% — самозайнятими.
Середній дохід на особу становив $12 013 (медіана $12 002), при цьому для чоловіків — $12 013, а для жінок $12 013 (медіани — $12 002 та $12 002 відповідно).
22,9% мешканців мали закінчену шкільну освіту, не мали закінченої шкільної освіти — 28,6%, 48,6% мали післяшкільну освіту, з яких 11,8% мали диплом бакалавра, або вищий.
| Статево-вікова структура населення | Статево-вікова структура населення | Статево-вікова структура населення | Статево-вікова структура населення | Статево-вікова структура населення |
| ---------------------------------- | ---------------------------------- | ---------------------------------- | ---------------------------------- | ---------------------------------- |
|                                    |                                    |                                    |                                    |                                    |
| Всього                             | Всього                             | 48,8%51,2%                         |                                    |                                    |
| 0 — 14 років                       | 0 — 14 років                       |                                    | 16,7%                              | 16,7%                              |
| 15 — 64 років                      | 15 — 64 років                      |                                    | 64,3%                              | 64,3%                              |
| 65 і більше                        | 65 і більше                        |                                    | 19%                                | 19%                                |
| Середній вік (років)               | Середній вік (років)               | 42,340,9                           | 41,6                               | 41,6                               |
| Медіана (років)                    | Медіана (років)                    | 42,443,5                           | 42,5                               | 42,5                               |
| — чоловіки — жінки                 |                                    |                                    |                                    |                                    |

| Походження мешканців:     | Походження мешканців:     | Походження мешканців: | Походження мешканців: | Походження мешканців: |
| ------------------------- | ------------------------- | --------------------- | --------------------- | --------------------- |
| Походження                |                           |                       | осіб                  | %                     |
| Корінні американці        | Корінні американці        |                       | 20                    | 10%                   |
| Інше північноамериканське | Інше північноамериканське |                       | 80                    | 40%                   |
| Європейське               | Європейське               |                       | 165                   | 82.5%                 |
| британське                | британське                |                       | 135                   | 67.5%                 |
| українське                | українське                |                       | 10                    | 5%                    |

| Зайнятість населення за галузями (за класифікацією NOC): | Зайнятість населення за галузями (за класифікацією NOC): | Зайнятість населення за галузями (за класифікацією NOC): | Зайнятість населення за галузями (за класифікацією NOC): | Зайнятість населення за галузями (за класифікацією NOC): |
| -------------------------------------------------------- | -------------------------------------------------------- | -------------------------------------------------------- | -------------------------------------------------------- | -------------------------------------------------------- |
|                                                          |                                                          |                                                          |                                                          |                                                          |
| Управління                                               | Управління                                               |                                                          | 10%                                                      | 10%                                                      |
| Бізнес, фінанси та адміністрування                       | Бізнес, фінанси та адміністрування                       |                                                          | 20%                                                      | 20%                                                      |
| Природничі та прикладні науки                            | Природничі та прикладні науки                            |                                                          | 10%                                                      | 10%                                                      |
| Охорона здоров'я                                         | Охорона здоров'я                                         |                                                          | 10%                                                      | 10%                                                      |
| Роздрібна торгівля та послуги                            | Роздрібна торгівля та послуги                            |                                                          | 15%                                                      | 15%                                                      |
| Гуртова торгівля, транспорт та обладнання                | Гуртова торгівля, транспорт та обладнання                |                                                          | 15%                                                      | 15%                                                      |
| Природні ресурси, сільське господарство                  | Природні ресурси, сільське господарство                  |                                                          | 20%                                                      | 20%                                                      |
| Виробництво                                              | Виробництво                                              |                                                          | 10%                                                      | 10%                                                      |

## Клімат
Середня річна температура становить 2,3°C, середня максимальна – 22,5°C, а середня мінімальна – -22,2°C. Середня річна кількість опадів – 387 мм.
| Клімат поселення                              | Клімат поселення | Клімат поселення | Клімат поселення | Клімат поселення | Клімат поселення | Клімат поселення | Клімат поселення | Клімат поселення | Клімат поселення | Клімат поселення | Клімат поселення | Клімат поселення | Клімат поселення |
| Показник                                      | Січ.             | Лют.             | Бер.             | Квіт.            | Трав.            | Черв.            | Лип.             | Серп.            | Вер.             | Жовт.            | Лист.            | Груд.            |                  |
| Середній максимум, °C                         | −8,55            | −5,54            | 1,60             | 10,56            | 16,99            | 21,46            | 22,45            | 21,87            | 16,30            | 10,05            | 0,07             | −6,94            |                  |
| Середня температура, °C                       | −15,37           | −12,37           | −5,2             | 3,70             | 10,18            | 14,64            | 17,08            | 16,49            | 10,94            | 4,69             | −5,3             | −12,33           |                  |
| Середній мінімум, °C                          | −22,22           | −19,19           | −12,01           | −3,1             | 3,38             | 7,81             | 11,70            | 11,10            | 5,57             | −0,7             | −10,7            | −17,72           |                  |
| Норма опадів, мм                              | 24               | 11               | 16               | 22               | 39               | 75               | 63               | 53               | 33               | 18               | 16               | 17               |                  |
| Середньомісячна швидкість вітру, м/с          | 4.50             | 4.30             | 4.43             | 4.60             | 4.50             | 4.10             | 3.70             | 3.60             | 3.90             | 4.30             | 4.50             | 4.50             |                  |
| Середньомісячна сонячна радіація, кДж/м²·день | 4136             | 7617             | 12719            | 17619            | 20926            | 22275            | 22958            | 19273            | 13262            | 8170             | 4302             | 3011             |                  |
| --------------------------------------------- | ---------------- | ---------------- | ---------------- | ---------------- | ---------------- | ---------------- | ---------------- | ---------------- | ---------------- | ---------------- | ---------------- | ---------------- | ---------------- |
| Джерело:                                      |                  |                  |                  |                  |                  |                  |                  |                  |                  |                  |                  |                  |                  |